# Olczyski Potok
Olczyski Potok – potok, dopływ Zakopianki. Spływa Doliną Olczyską w polskich Tatrach Zachodnich. W dolnej części bywa też nazywany Olczanką, dawniej zaś nazywano go Olczą. Powstaje na wysokości 1067 m n.p.m. jako wypływ z potężnego Wywierzyska Olczyskiego o wydajności do 1000 l/s. Zaraz przy Olczyskim Wywierzysku dołącza do niego łożysko Suchego Potoku Olczyskiego, jest ono jednak zazwyczaj suche i wody płyną nim tylko po większych opadach czy gwałtownych roztopach.
Olczyski Potok spływa w północnym kierunku dnem wąskiej, wyciętej w skałach wapiennych Doliny Olczyskiej. Jego koryto wyżłobione jest w rumowisku skał wapiennych. Występują w nim pojedyncze głazy morenowe oraz całe ławice skalne. Spadek potoku do wylotu z Tatr wynosi około 4,7%. W miejscu, w którym potok opuszcza Tatry w Jaszczurówce, zasilany jest jeszcze wypływem termalnym. Woda w wypływie ma temperaturę 18,5 °C, co podnosi temperaturę wody w Olczyskim Potoku z 4 °C do 9 °C. Dawniej tym termalnym wypływem zasilany był basen kąpieliskowy. Przeprowadzone w 1959 r. badania wykazały, że w odległości około 120 m powyżej cieplicowych źródeł w korycie Olczyskiego Potoku jest ponor. Zabarwiona fluoresceiną woda potoku wypłynęła w otworze wiertniczym na głębokości 150 m oraz we wszystkich źródłach i ujęciach na terenie kąpieliska. W ten sposób wody Olczyskiego Potoku oziębiają wody termalne.
Olczyski Potok opuszcza Tatry na wysokości 900 m i wpływa na obszar Rowu Podtatrzańskiego. Jego koryto o zmiennej szerokości od 4 do 8 m wyżłobione jest w zniesionym z Tatr materiale akumulacyjnym, jedynie w niektórych miejscach odsłaniają się warstwy fliszowe. Średni spadek potoku na odcinku pozatatrzańskim wynosi około 2,9%. Dalej potok spływa przez Olczę i na wysokości ok. 760 m w miejscu o współrzędnych 49°19′23″N 19°59′08″E/49,323056 19,985556 uchodzi do Zakopianki jako jej prawy dopływ. Ma długość 8,8 km. Największymi jego dopływami są (alfabetycznie): Chłabowski Potok, Huciański Potok, Kadukowski Potok, Mrowcowiański Potok, Piszczorów Potok, Rybków Potok, Walkoszów Potok.
Zlewnia Olczyskiego Potoku ma powierzchnię 16,6 km², w tym w obrębie Tatr 4,8 km².

## Szlaki turystyczne
dnem doliny, wzdłuż Olczyskiego Potoku, przez polanę Kopieniec do Toporowej Cyrhli. Czas przejścia: 2:35 h, ↓ 2:20 h
 z Olczyskiej Polany na Nosalową Przełęcz. Czas przejścia: 30 min, ↓ 25 min.